# Rovigo
Rovigo je italské město v Benátsku, hlavní město stejnojmenné provincie. Žije zde přibližně 50 tisíc obyvatel.

## Geografie
Rovigo se nachází asi 41 kilometrů od Jaderského moře a mezi řekami Adige na severu a Pádem a kanálem Bianco na jihu. Na kanálu Bianco je od roku 1998 přístav.
Sousední obce: Anguillara Veneta (PD), Arquà Polesine, Barbona (PD), Boara Pisani (PD), Bosaro, Ceregnano, Costa di Rovigo, Crespino, Lusia, Pontecchio Polesine, San Martino di Venezze, Vescovana (PD), Villadose, Villanova del Ghebbo.

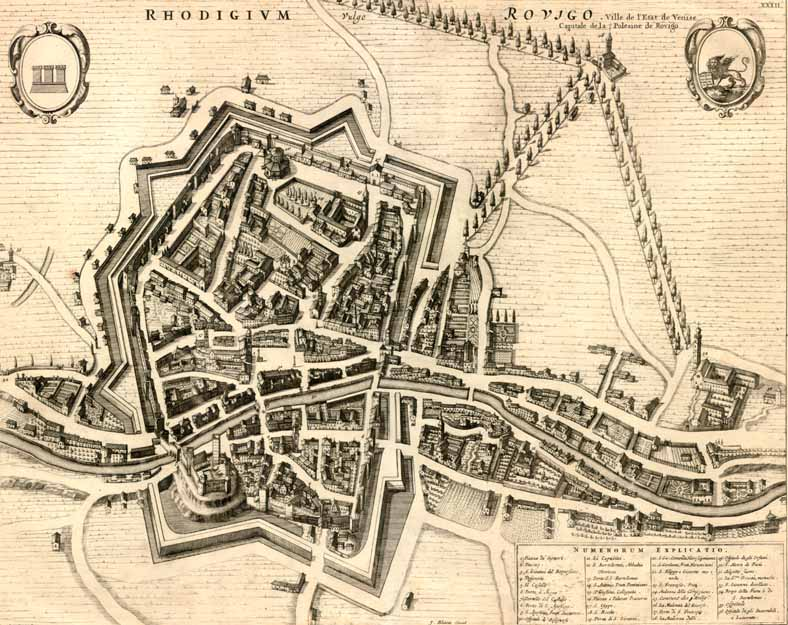
Plán města s opevněním, rytina Pieter Mortier, kolem 1690

## Historie
Město bylo založeno v době římské, latinsky se nazývalo Rhodigium. Centrem středověkého města byl biskupský hrad, obehnaný vodním příkopem, z něhož se dochoval jen úsek zdi opevnění. Katedrála stojí na místě prvního chrámu z roku 920, který dal postavit biskup Pavel II. z Adrie. Ve středověku bylo město obehnáno hradbami a připojeno k Benátské republice, pod niž náleželo až do 18. století. V 16.až 17. století bylo opevnění zdvojeno a doplněno o citadelu. Hradby byla zbořeny v 19. století, ponechány jen samostatně stojící palácové věže.

## Demografie
Počet obyvatel

## Hospodářství
Terén je zde velmi rovný. Půda je velice úrodná a vhodná především k pěstování kukuřice a jiných kulturních plodin. Tradici má pěstování vinné révy.

## Památky

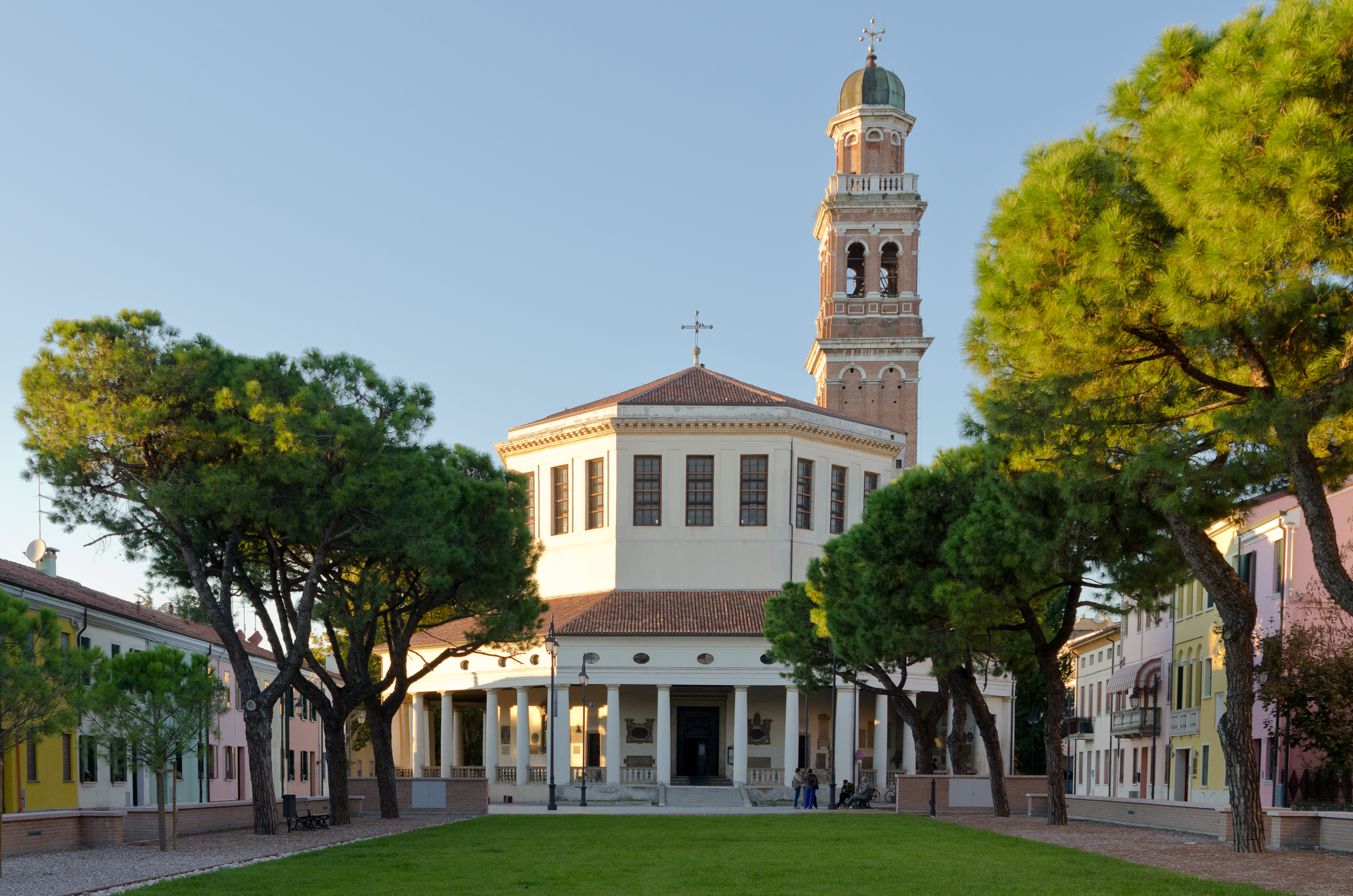
Mariánský kostel zvaný rotunda

- Katedrála sv. Štěpána - stavba gotická z roku 1361, průčelí barokní z poloviny 18. století, chybí mramorové obklady fasády, které byly plánovány ale neosazeny; konkatedrála diecéze Adria-Rovigo
- kostel Panny Marie, zvaný rotunda (Chiesa Beate Vergine del Soccorso) -polygonální manýristická stavba z konce 16. století, samostatně stojící věž zvonice, architekt Francesco Zamberlan
- Kostel sv. Františka a Justiny - klasicistní stavba s novořeckou  výzdobou
- Torre civica - městská věž u radnice; symbolem města jsou dvě věže
- Paláce: Palazzo Venezze  (z roku 1715), Palazzo Roncalle,  Palazzo Roverella, Palazzo Ravenna (1858), Palazzino Minelli
- Pomníky: okřídlený lev na sloupu z roku 1519 (symbol Benátské republiky),  bronzový jezdecký pomník Giuseppe Garibaldiho, Mramorový pomník krále Vittoria Emanuela II.

## Muzea
- Museo grandi fiumi - regionální muzeum archeologie a historie
- Pinacoteca dell'Accademia - obrazárna

## Školství a kultura
- Univerzita (Consorzio Università di Rovigo), založena roku 1995, spojena do konsorcia s univerzitami v Padově a ve Ferraře, má vlastní právnickou fakultu
- Konzervatoř

## Partnerská města
- Viernheim, Německo
- Bedford, Spojené království
- Tulcea, Rumunsko
- Satonévri, Burkina Faso
- Silandro, Itálie

## Galerie

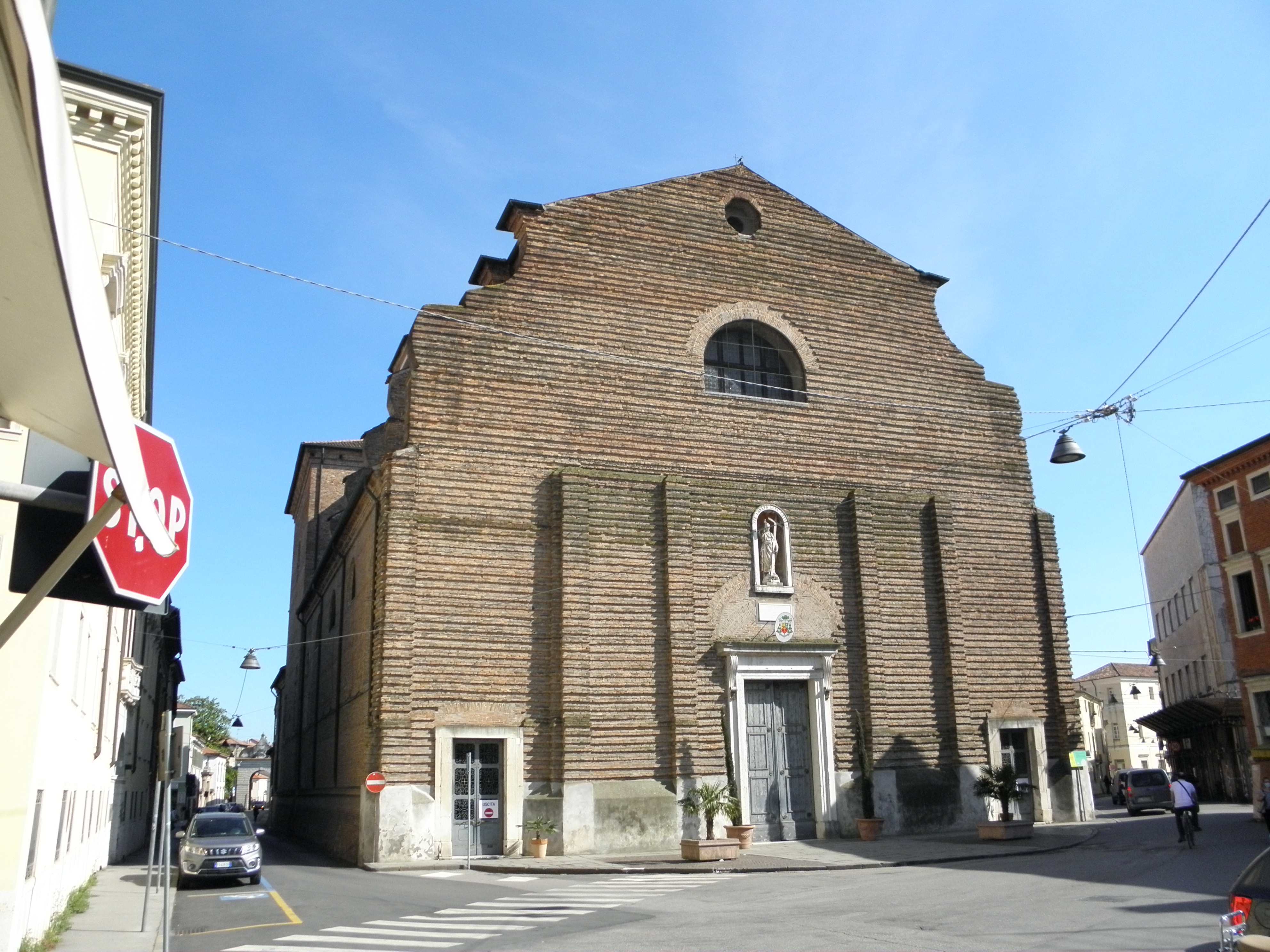
Katedrála
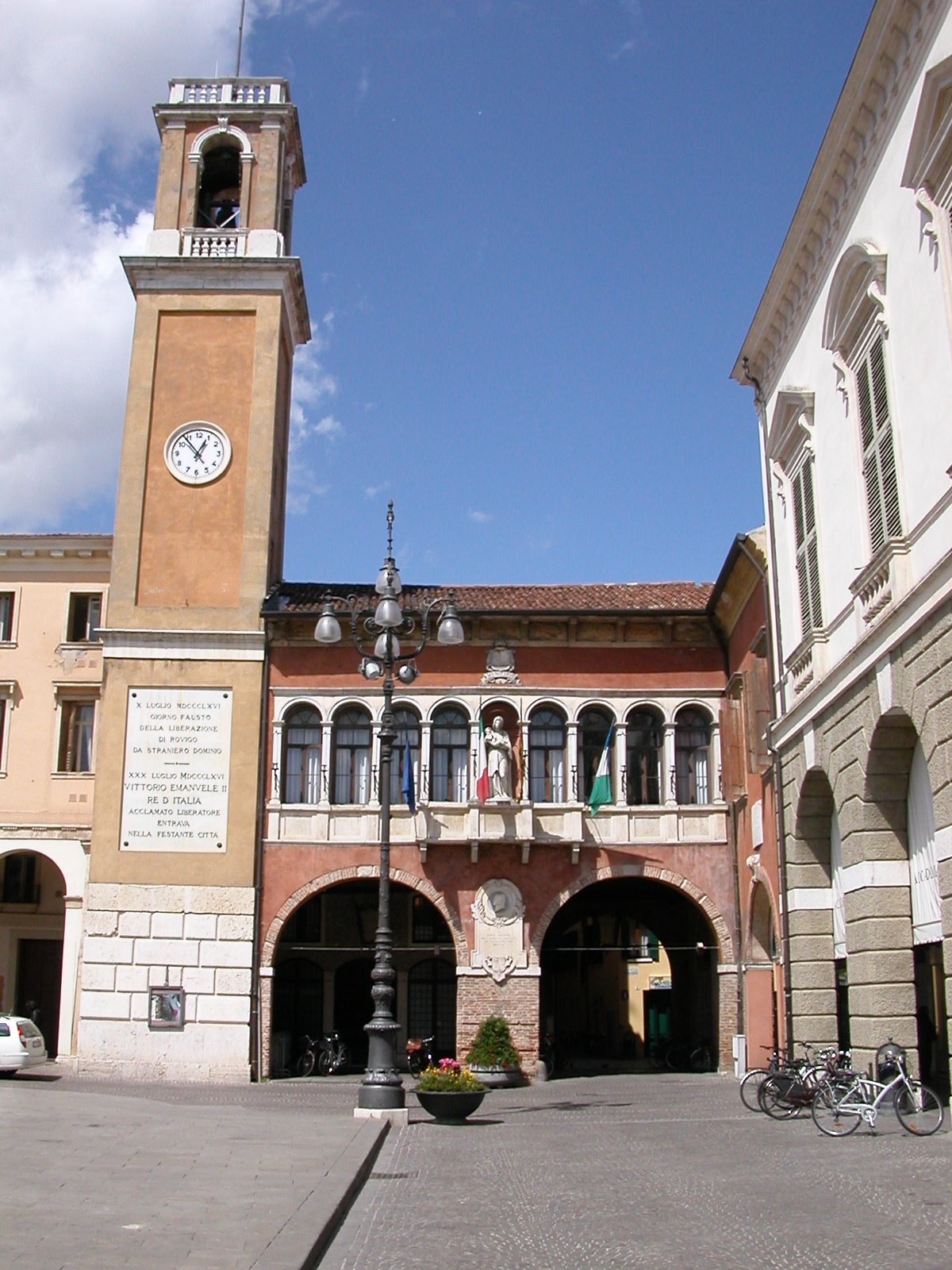
Torre civica a lodžie, náměstí Vittorio Emanuele II.
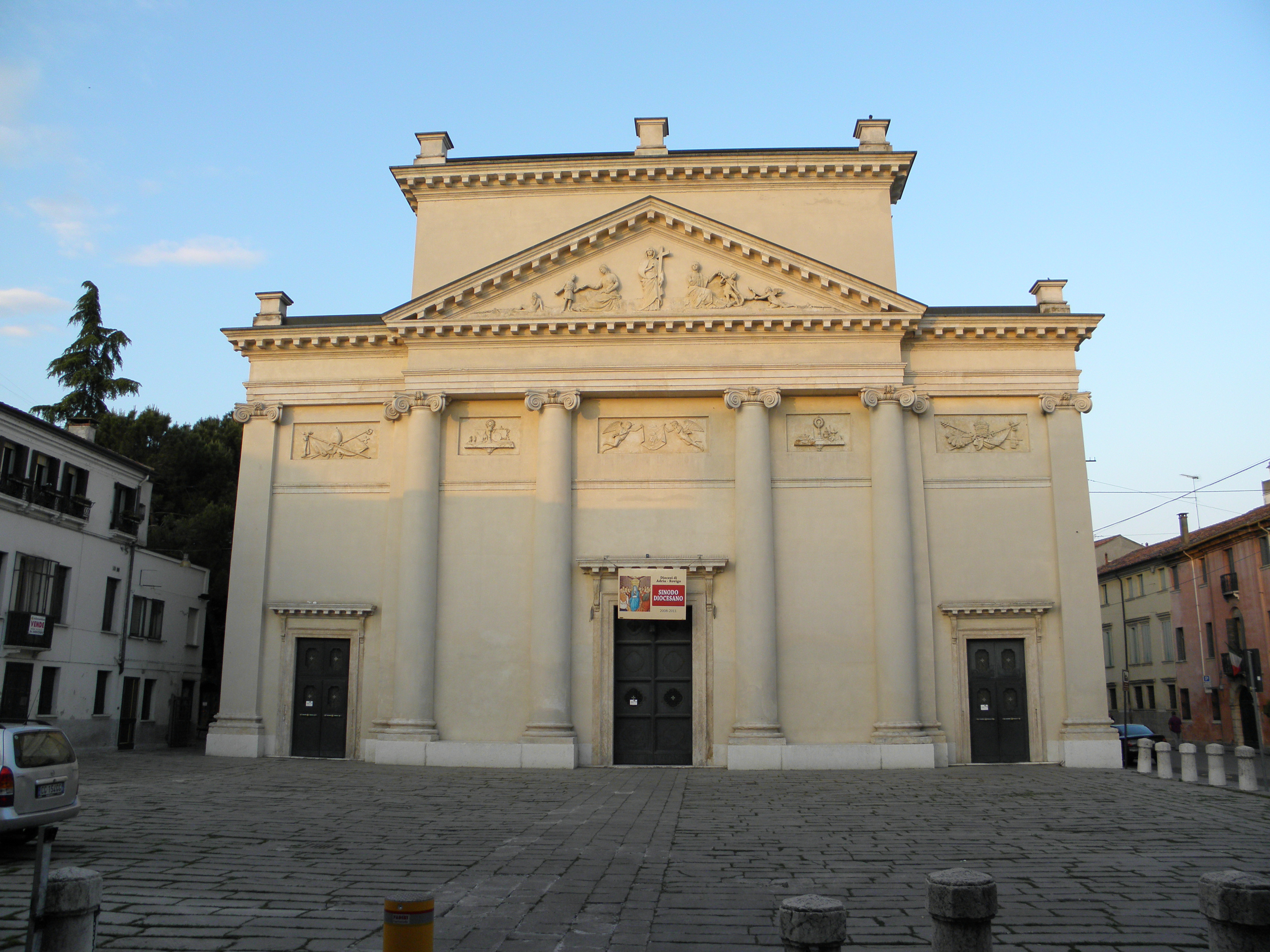
Kostel sv. Františka a Justiny
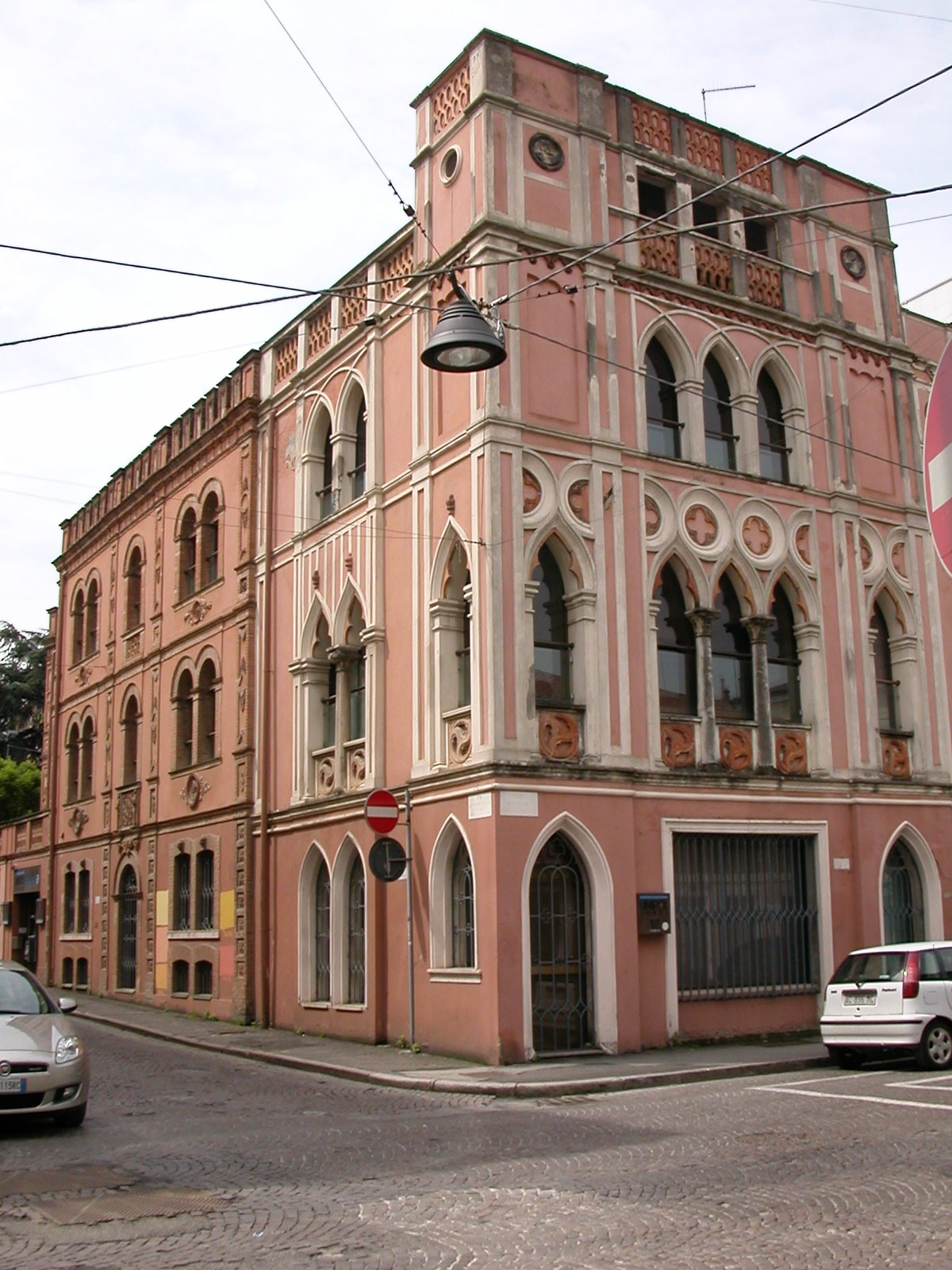
Palazzino Minelli
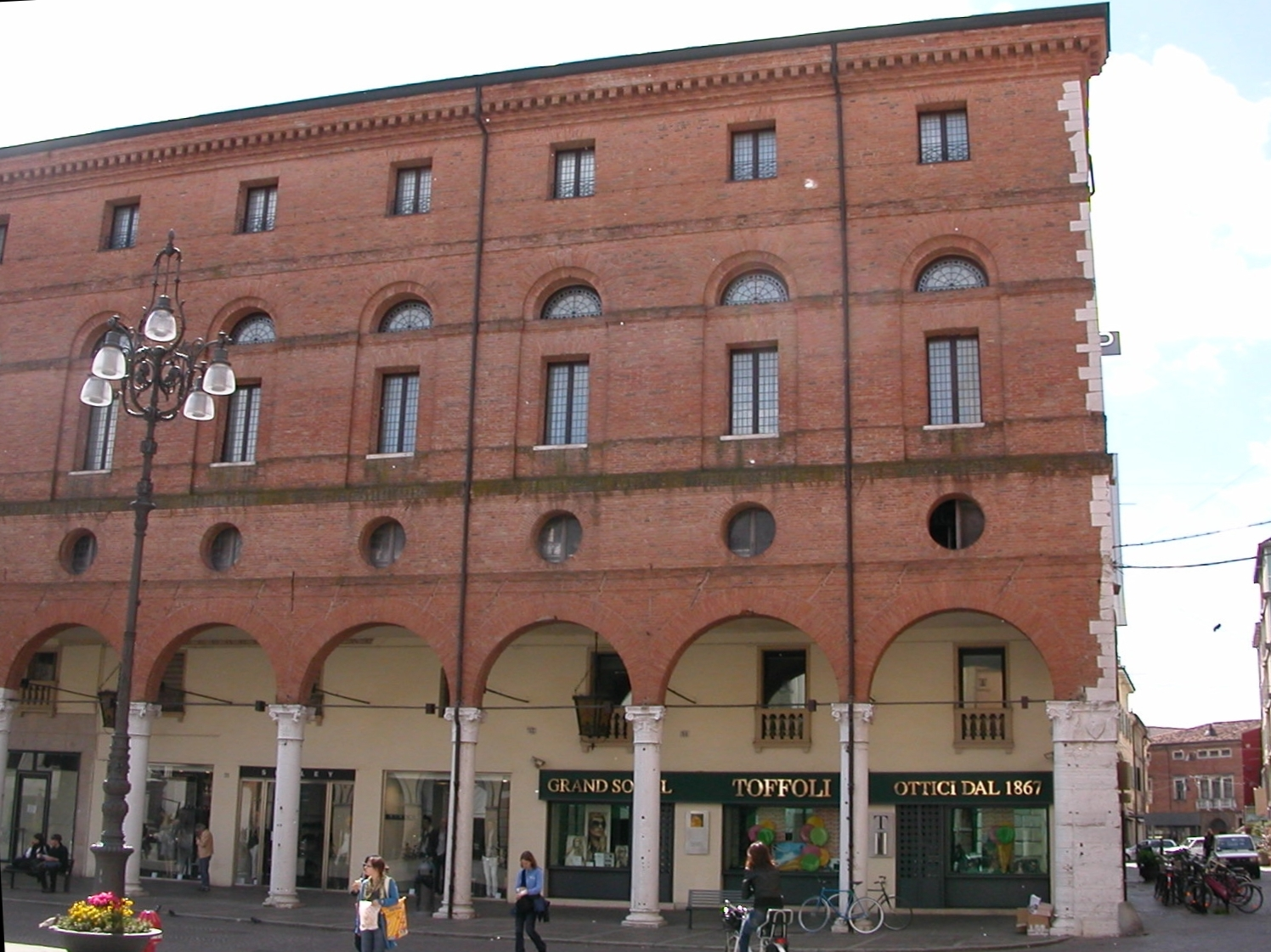
Palazzo Roverella
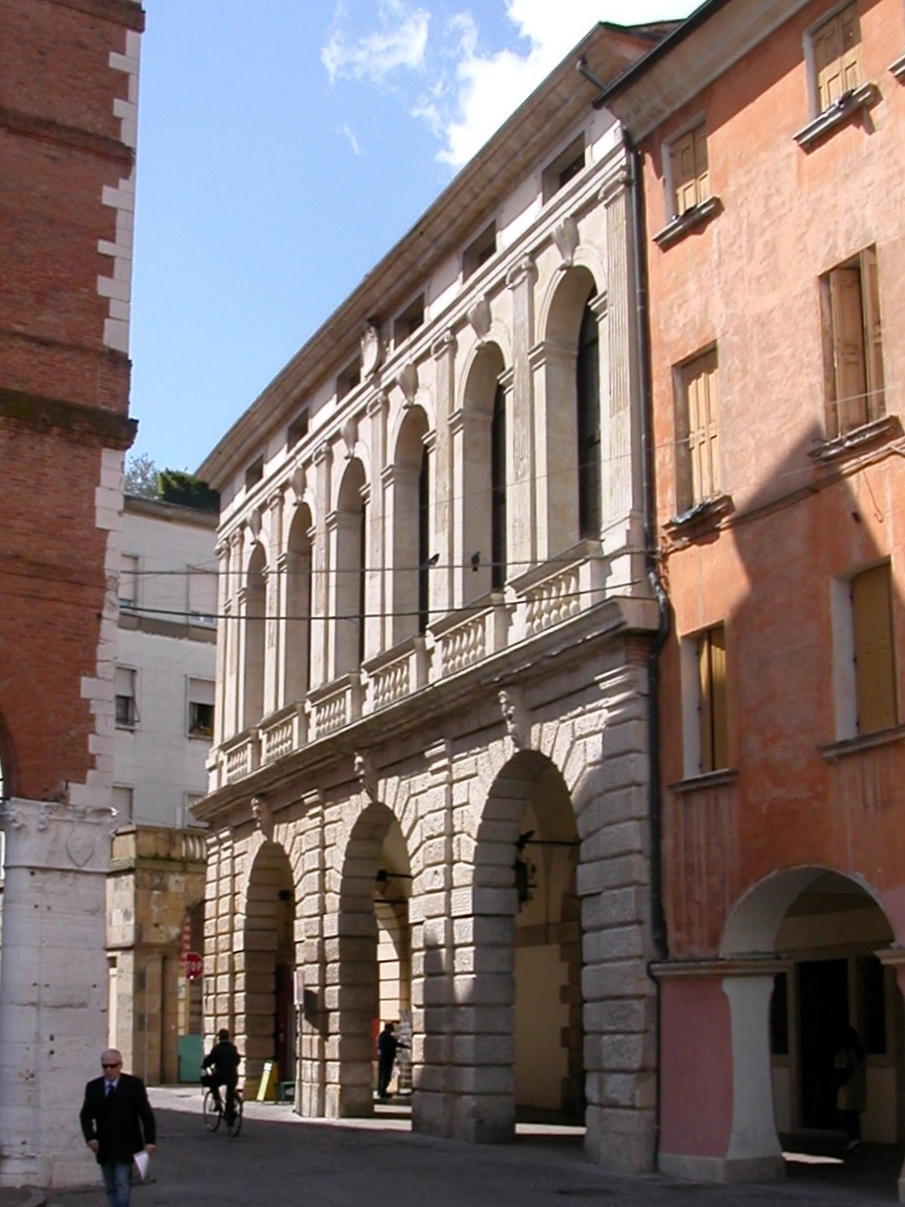
Palazzo Roncale
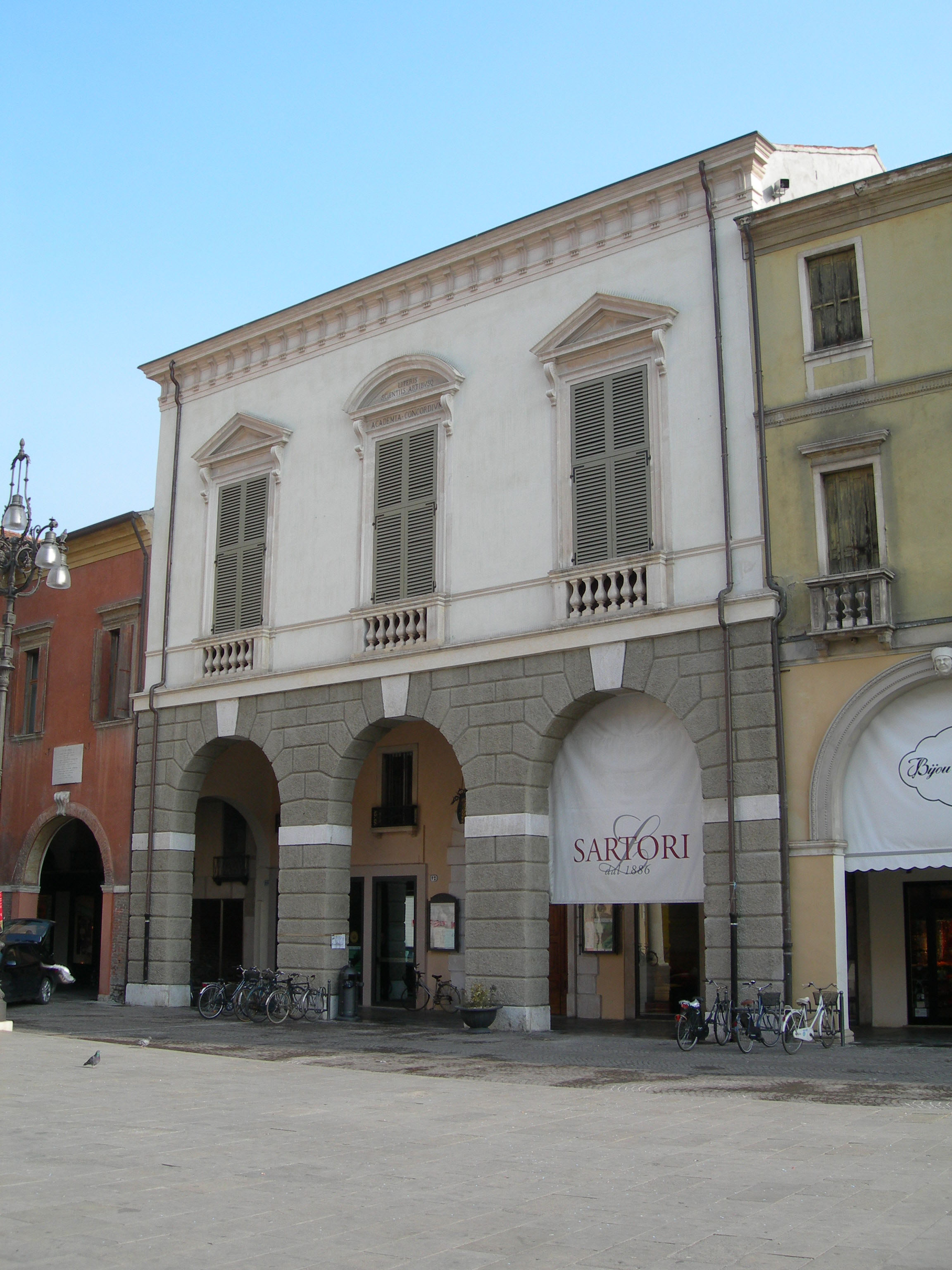
Accademia Concordi